# 新城市立東郷中学校
新城市立東郷中学校（しんしろしりつ とうごうちゅうがっこう）は愛知県新城市にある公立中学校。略称は東中（とうちゅう）。

## 概要
- 東郷西小学校校区、東郷東小学校校区の生徒が通学する[1]。
- 旧・南設楽郡東郷村の中学校であった。
- 東郷中学校校歌は作詞原田士郎、作曲鈴木栄。応援歌は作詞作曲ともに原田士郎である。
- 学校文集「やつるぎの子」が毎年度末に発行されている。発刊当初は学期に一回発行されていたが、第61号から現在のように年に一回となった[2]。バックナンバーは学校図書室に保管されていて、生徒は自由に読むことができる。
- 毎年度発行される中学生日記「TOGO」の表紙カラーはその年度の3年生の学年カラーである。
- 学年カラーは2020年（令和2年）度入学生が緑、2021年（令和3年）度入学生が赤、2022年（令和4年）度入学生が青、2023年（令和5年）度入学生が緑…である。学年カラーは学校指定の上履き、あゆみ（通知表）などに使われている。
- クラスカラーはA組が青、B組が赤、C組は黄である。クラスカラーは体育大会等で使われる鉢巻などに使われている。
- 令和元年度より、1年生は3クラス、2年生は2クラス、3年生は2クラスである（40人学級、一年生のみ35人学級）。この影響により、体育大会応援合戦が学年別のパフォーマンス合戦となった。
- 学校指定体操服、学校指定体育館シューズには緑色が使われている。この緑色は東中グリーンと呼ばれている。

## 沿革
- 1947年（昭和22年）4月 - 南設楽郡東郷村に東郷村立東郷中学校として開校。本校は旧・青年学校校舎を使用し、東郷村立東郷西小学校に西分校、東郷村立東郷東小学校に東分校を設置する。
- 1948年（昭和23年） - 本校を東郷西小学校の校舎内に移す。東分校、西分校を廃止する。
- 1949年（昭和24年）12月 - 現在地に校舎が完成し、移転する。
- 1955年（昭和30年）4月15日 - 南設楽郡新城町、千郷村、東郷村と八名郡舟着村、八名村と合併し、改めて新城町となる。同時に新城町立東郷中学校に改称する。
- 1956年（昭和31年）学校文集「やつるぎの子」の第1号が発行される。
- 1958年（昭和33年）11月1日 - 新城町が市制施行し、新城市となる。同時に新城市立東郷中学校に改称する。
- 1980年（昭和55年）7月 - 新校舎（鉄筋コンクリート造）が完成する。
- 1982年（昭和57年）2月22日 - 体育館が完成する。
- 1994年（平成6年）12月 - 武道場が完成する。
- 2019年（令和元年）8月25日 - 体育館の解体が始まる。
- 2020年（令和2年）
  - 1月 - 新ホームページの開始。
  - 4月 - 校長に中嶋孝佳が就任する。
  - 10月19日 - 新体育館が完成する[3]。

## 行事
4月
- 新任式
- 入学式　始業式
- 通学団会
- 管内一斉離任式
- 東中オリエンテーション
- 全国学力・学習状況調査
- PTA総会・授業参観　PTA歓送迎会
- 交通安全教室（1年）
- 家庭訪問（3日間）
- 体力テスト（1日目3年、2日目2年、3日目1年）

家庭訪問と体力テストは同日に行われる。
5月
- 1学期中間テスト（5教科）
- 修学旅行（3日間3年）
- 職場体験学習（3日間2年）
- クラスマッチ（1年）

修学旅行と職場体験学習は同日、クラスマッチはそれらの3日目に行われる。
6月
- 学校評議委員会
- 情報モラル教室（1年）
- 共育の日
- 高校説明会（3年）
- 1学期期末テスト（3日間9教科）

7月
- 設楽原決戦場まつり
- 保護者会（3日間）
- 1学期終業式

8月
- 学校閉校日（3日間）
- 特別支援夏の交流会
- 出校日

9月
- 始業式　防災訓練
- 空き缶回収
- 体育大会
- 後期生徒会役員選挙
- 東郷地区住民運動会（新城市東郷体育振興会）

10月
- 2学期中間テスト（5教科）
- 薬物乱用防止教室（3年）

11月
- 文化祭
- 学校公開日　PTA講演会
- 2学期期末テスト（3日間9教科）

12月
- 特別支援冬の交流会
- 保護者会（3日間）
- 校内駅伝大会（TWC）給食なし
- 2学期終業式

1月
- 始業式
- 総合テスト（2年）（2日間）
- 入学説明会
- 自然教室（1年）（3日間）
- 3年生保護者会（3日間）

2月
3月

## 日課
50分授業

ST 8:15〜8:25

読書　8:25〜8:35

1限　8:40〜9:30

2限　9:40〜10:30

3限　10:40〜11:30

4限　11:40〜12:30

給食　12:30〜13:10

5限　13:25〜14:15

6限　14:25〜15:15

清掃　15:20〜15:30

ST 15:35〜15:45

部活動　15:50〜

下校　季節により時刻が変わる

※行事（文化祭合唱練習、TWC練習他）等によって、45分授業を行う場合がある。また、令和2年度の7時間授業（〜10月9日）も45分授業で実施された。
令和2年度より日課を5分繰り上げ、現在の日課になった。
最終下校時刻

4月6日〜7月20日　17:30

夏季休業中　16:30

9月1日〜9月22日　17:30

9月23日〜9月28日　17:15

9月29日〜10月11日　17:00

10月12日〜10月25日　16:45

10月26日〜11月9日 16:30

11月10日〜12月23日　16:15

冬季休業中　16:15

1月7日〜1月24日　16:30

1月25日〜2月7日　16:45

2月8日〜2月28日　17:00

3月1日〜3月24日　17:15

春季休業中　16:30

最終下校時刻は、日没30分前を目安に決定している。以前は最終下校時刻が6:00になることがあったが、令和2年度より30分繰り上げとなった。

## 施設

### 校舎
3階建て、鉄筋コンクリート造。主に本校舎には普通教室、北校舎には特別校舎がある。地形により北校舎は2階3階部分のみ存在する。本校舎と北校舎は連絡通路（中央廊下）で繋がれている。3階中央廊下は屋根がないため雨天時は通行できない。令和元年度にクーラーの整備が行われた。

#### 1階
本校舎
- 保健室

クーラーあり。
- 会議室
- E組教室
- F組教室
- 美術室

上下する黒板がある。クーラーがないため夏場は教室で美術の授業をする。
- 給食室

自校方式。

#### 2階
本校舎
- 職員室
- 校長室

職員室とドアで繋がっている。
- 放送室

放送を利用するには事前に教員の許可が必要。
- 相談室

スクールカウンセラーとの面談等で使われる。
- 図書室

令和元年度にソファが新設された。司書教諭はいない。
- 3年教室

クーラー有
- 3年学年室
- 男子更衣室、女子更衣室

一つの教室が壁で区切られている。プールのとき以外荷物を置いてはならない。女子更衣室は入口の後に横の壁があり中が見えない。
- 配膳室

給食室からワゴン用のエレベーターで給食が上がってくる。

北校舎
- 調理室

被服室を通行する。
- 被服室

ミシンが備え付けられている。調理室と合わせて家庭科室と呼ばれる。
- 技術室

木材加工、金属加工、機械加工用の用具が備え付けられている。

#### 3階
本校舎
- コンピュータ室

パーソナルコンピュータ、プリンタ、プロジェクタなどが備え付けられている。クーラーあり。
- 教材室
- 1年学年室
- 1年教室

クーラーあり。
- 2年教室
- 2年学年室
- 生徒会室

かつらが備え付けられている。一つの教室を壁で半分に区切っていて、もう半分は2年学年室。 
- 配膳室

給食室からワゴン用のエレベーターで給食が上がってくる。

北校舎
- 第一理科室

第二理科室より広い。主に3年生が使用する。クーラーあり。
- 第二理科室

主に1年生が使用する。クーラーなし。
- 音楽室

ピアノが備え付けられている。山の風景を楽しめる。虫も多く侵入する。クーラーあり。

### 体育館
令和2年10月19日に完成した。バリアフリーのため玄関自動ドア、多目的トイレ完備、水洗自動。本校舎2階東口からの連絡通路が体育館2階に繋がっている。
- 部室
- ステージ
- キャットウォーク

旧体育館より広がった。また後方で横断できる。

### 武道場
体育館の北側の通路と繋がっている。高低差があるので間に階段がある。夏場は熱がこもり危険な暑さとなる。畳マットが備えつけられている。

### やつるぎ会館
弓道場。弓道場と呼ばれることが多い。床のささくれが足に刺さることが良くある。平成30年度の台風でテニスコートとの間の木が倒れる被害が発生した。これにより矢道が塞がれた。現在は既に撤去されている。これによりテニスボールが侵入しやすくなった。令和2年度の梅雨の湿気で床が変形した。現在は復旧済み。

### 馬防柵
2007年（平成19年）3月完成。中川克夫校長（当時）の提案を受け、新城市教育委員会が約270万円かけて作った。高さ約2.1メートル、幅約70メートルで廃プラスチック製。

## 生徒会

### 生徒会スローガン
スローガンが書かれた横幕を作るのが恒例となっている。概ね毎年度前期に新スローガン発表。
- スローガン一覧 
Be starters(令和7年度）
ONE Team(令和6年度)
Canvas (令和5年度)
Minecraft（令和3年度）
TODAYを大事に（令和2年度）
We are the ONE（令和元年度）
GREEN HERO（平成30年度）

### 執行部
生徒会役員（会長1名、副会長3名、書記3名）によって構成される。生徒会長は原則立候補者の中の最高学年の生徒である。任務は次の通りである。
1. 生徒会運営の基本方針を立てる。
2. 各委員会の活動計画を検討し、その他の議案・報告書などを作成し、生徒総会または生徒議会に提出する。
3. 基本方針にもとづき、集会活動や行事活動を企画・運営する。
4. 部活動、通学団の連絡会議を招集し、活動の調整を図る。

### 生徒総会
生徒総会は、生徒会の最高の議決機関で、執行部、生徒議会、または全校生徒の3分の1以上が必要と認めたとき、生徒議会議長もしくは生徒会長が召集する。生徒総会は、全会員の3分の2以上の出席があれば成立し、特別に定める場合をのぞいて、出席会員の過半数の賛成があれば議案は可決される。可否同数のときは、議長がこれを決める。生徒総会議長、副議長は、それぞれ生徒議会議長、副議長が兼任する。次の事項は、生徒総会において議決されなければならない。
1. 生徒会活動の基本方針
2. 生徒会活動計画
3. 生徒会会則の修正

近年では活動報告と質疑応答、執行部提案の議題の議事（必ずしも実行されるわけではない）が主な内容である。頻度は前期と後期に一度ずつの計2回ほどの年度が多い。現在は新型コロナウイルス感染症（COVID-19）対策のため行われていない。

### 生徒議会
生徒議会は、各学級から選ばれた男女各1名の議員（学級委員）、正副議長、生徒会役員及び委員会委員長で構成される。議員は、学級や委員会、生徒会を代表して生徒議会や生徒総会に議案を提出することができる。生徒議会は、生徒総会に次ぐ議決期間として、会の目的を達成するために必要な事業を審議し、決議する。生徒議会の決議は、生徒総会での報告を行うと定められているが、実際はSTで報告されることが多い。生徒議会は、全議員の3分の2以上の出席があれば成立し、特別に定める場合をのぞいて、出席議員の過半数の賛成があれば議案は可決される。可否同数の場合は、議長がこれを決める。生徒議会の議長、副議長は生徒議会での互選によって選出される。ただし、生徒会役員を除く。2018年（平成30年）9月20日の改定により、生徒議会は以下の通り開かれる。
- 定例議会

委員会活動が行われた翌日以降に図書室で開催される。現在、事実上停止している。
- 臨時議会

必要に応じて開かれる。現在、生徒議会と言えばこれを指す。
また、議員の4分の1以上の要求があれば、議長は生徒議会を招集しなければならない。

### 委員会
それぞれの委員会は、各学級から選出された委員と互選で選ばれた委員長で構成されている。それぞれの委員会の任務は、次の通りである。
1. 生活委員会
本校生徒として望ましい生活態度や活発な学習態度の維持向上に関する活動。
2. 図書委員会
図書館の運営に関する活動、および読書活動の推進に関する活動。
3. 放送委員会
行事における放送に関する活動、および生徒の文化向上をめざす校内放送の企画運営などに関する活動。
4. 保険委員会
保健衛生の向上に関する活動、および保健行事の企画運営などに関する活動。
5. 体育委員会
体育用具の点検整備、および体育的行事の企画運営に関する活動。
6. 奉仕防災委員会
美化、学校花壇（シバザクラを含む）の企画運営に関する活動、および防災に関する活動。
7. 広報委員会
新聞の企画発行に関する活動、および諸活動の掲示に関する活動
8. 交通安全委員会
安全な登下校に関する活動、自転車点検と乗り方指導や交通安全規則の徹底に関する活動。
9. 給食委員会
衛生的で楽しくスムーズな給食活動の実施と、栄養やマナーについての知識の普及徹底に関する活動。

上の委員会は月に1回程度木曜日に15:50から会議を行う。
また、生徒議会の議決により特別委員会をおくことができる。
- 選挙管理委員会
各学級から選出された生徒1名で構成し、その任期は半期である。立候補者及び責任者（令和2年度よりサポーターと呼称）は選挙管理委員を兼ねることができない[18]。選挙管理委員は互選により、選挙管理委員長を選ぶ[19]。任務は、次の通りである[20]。
  1. 選挙日程を公示する。
  2. 立候補を受け付ける。
  3. 演説会を開く。
  4. 投票の管理と開票結果を発表する。
  5. その他、選挙に必要な事務処理をする。
  6. 役員の辞任を受け付ける。

現在、体育館で行われていた演説会は新型コロナウイルス感染症（COVID-19）対策のため放送となり、質疑応答は行われていない。
立候補者が役員の定員数に達しない場合、選挙管理委員会は推せん委員会に切り替えられる。
- 推せん委員会

生徒会役員の定員数を満たす範囲内で候補者を推せんする。

## 八剣講座
平成30年度をもって廃止となった。文化祭では一部の講座が午前中に体育館で発表を行っていた。3年生は新しい講座を提案することができた。以下は廃止時点で残存していた講座である。

- 東中部（Toutube）
- 将棋
- カラオケ
- 夢太鼓
- 声優
- カラオケ

## 部活動
原則、全員いずれかの部活に加入しなければならない。このことは校内で何度か議論が起こっている。
平日練習は木曜日を除く15:50から下校時刻の15分前までの間行われる。休日練習は主に土曜日で月2回まで。朝練は廃止となった。

### 運動部
弓道部
活動場所は主にやつるぎ会館。
剣道部
活動場所は主に武道場。
吹奏楽部
活動場所は主に音楽室。
卓球部
活動場所は主に武道場。
男子テニス部
活動場所は主にテニスコート。
女子テニス部
活動場所は主にテニスコート。
男子バスケットボール部
活動場所は主に体育館。
男子バレーボール部
活動場所は主に体育館。
女子バレーボール部
活動場所は主に体育館。
野球部
活動場所は主にグラウンド。
特設陸上部
常設部とは別に毎年秋頃に活動。参加は任意。

### 文化部
美術部
活動場所は主に美術室。
吹奏楽部
活動場所は主に音楽室。

### 過去に存在した部
女子ソフトボール部
活動場所は主にグラウンド。平成30年度春季東三大会ベスト8。令和元年度をもって活動終了。

## 交通アクセス
- 飯田線三河東郷駅下車、徒歩約20分。

## 周辺施設
- 愛知県立新城有教館高等学校
- 新城市立東郷東小学校
- 新城市立東郷中こども園
- 新城市設楽原歴史資料館
- 断上山古墳
- 八釼神社・徳川家康本陣跡